# Rhomborhina mellyi
Rhomborhina mellyi är en skalbaggsart som beskrevs av Hippolyte Louis Gory och Achille Rémy Percheron 1833. Rhomborhina mellyi ingår i släktet Rhomborhina och familjen Cetoniidae.

## Underarter
Arten delas in i följande underarter:
- R. m. knirschi
- R. m. diffusa